# Manuel Caetano de Almeida e Albuquerque
Manuel Caetano de Almeida e Albuquerque (Recife, 1780 — Rio de Janeiro, 14 de novembro de 1844) foi um magistrado e político brasileiro. Foi deputado geral, ministro do Supremo Tribunal de Justiça e senador do Império do Brasil de 1828 a 1844.

## Biografia
Era o filho mais velho do capitão Manuel Caetano de Almeida e Albuquerque, poeta, e de Ana Francisca Eufêmia do Rosário. Teve dezoito irmãos, dentre os quais, José Paulino de Almeida e Albuquerque, ex-presidente da província do Rio Grande do Norte, e Francisco de Paula Almeida e Albuquerque, igualmente senador do Império. Pelo lado materno, era neto de Antônio José Vitoriano Borges da Fonseca, ex-governador da capitania do Ceará.
Formado em leis pela Universidade de Coimbra, em 1806, iniciou sua carreira como magistrado dois anos depois, sendo nomeado juiz de fora da Ilha da Madeira. Passou a corregedor da comarca da referida ilha, por decreto de 12 de outubro de 1810, obtendo, em decreto de 17 de dezembro de 1811, a mercê de beca honorária. Foi agraciado pelo príncipe-regente, D. João, com o hábito da Ordem de Cristo, em carta de 14 de outubro de 1813.
Em dezembro de 1818, foi nomeado desembargador da Relação da Bahia, dando por acabado o tempo de recondução no aludido lugar de corregedor da Ilha da Madeira.
Em decreto de 15 de dezembro de 1819 foi determinado que tivesse na Casa de Suplicação do Brasil o exercício do lugar de desembargador da Bahia; principiou a ter exercício em 23 de janeiro de 1821. Naquele mesmo ano, o rei João VI nomeou-o para os lugares de desembargador da Casa da Suplicação, em decreto de 4 de abril, e juiz das três ordens militares, em decreto de 13 de maio.
Já no governo independente, sendo desembargador da Casa de Suplicação, e achando-se no exercício de intendente dos diamantes, passou a ser também desembargador de agravos, em decreto de 2 de agosto de 1825, e, por outro de 12 de outubro de 1827, obteve o lugar de corregedor do Crime da Corte e Casa.
Como político, foi deputado geral pela província de Pernambuco junto à Assembléia Constituinte de 1823, e também na primeira legislatura (1826-1829) e nomeado senador pela mesma província, em carta imperial de 28 de junho de 1828, em substituição de Antônio José Duarte de Araújo Gondim, morto em 31 de janeiro de 1826.
Em decreto de 19 de outubro de 1828, foi nomeado ministro do Supremo Tribunal de Justiça, tomando posse do cargo a 9 de janeiro do ano seguinte.
Recebeu do imperador Pedro I o foro de Fidalgo Cavaleiro, por decreto de 20 de agosto de 1830; e de D. Pedro II, a comenda da Imperial Ordem de Cristo, em 18 de julho de 1841.
Foi casado com Emília Amália de Albuquerque. Uma filha deles, Emília Cavalcanti de Albuquerque, casou-se com Antônio Francisco de Paula Holanda Cavalcanti de Albuquerque, o primeiro visconde de Albuquerque.
Faleceu na cidade do Rio de Janeiro e foi sepultado no Mosteiro de São Bento.